# Misionářská pozice

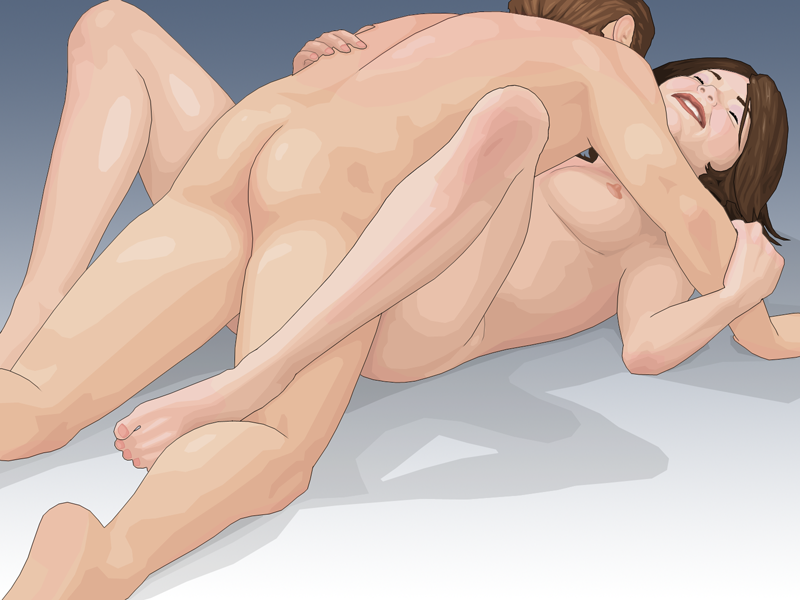
Misionářská pozice

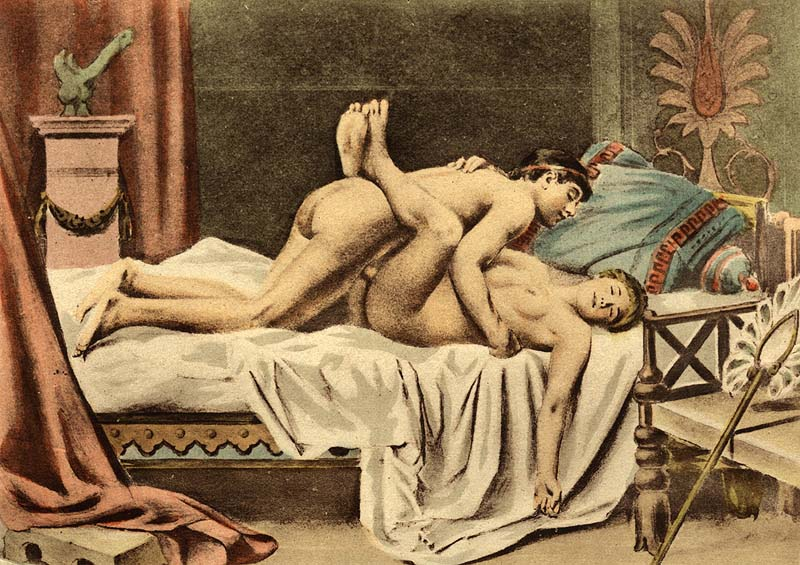
Obraz Édouard-Henri Avrila

Misionářská pozice je jedna z poloh při pohlavním styku, pravděpodobně nejčastější. Žena při ní leží na zádech a muž leží na ní, přičemž svým penisem proniká do její vulvy. V této pozici má muž dobrou kontrolu nad průběhem pohlavního styku, žena může změnou polohy roztažených nohou měnit do jisté míry úhel a hloubku penetrace. Přestože je tato poloha pohlavního styku zpravidla spojována s heterosexuálními páry, praktikují ji i mužské a ženské homosexuální páry.

## Etymologie
Svůj název měla údajně získat propagací této polohy křesťanskými misionáři, kteří se snažili domorodé obyvatelstvo přimět k „polidštění“ pohlavního styku tak, aby při něm žena hleděla muži do očí, jde však s vysokou pravděpodobností ve skutečnosti jen o legendu tradovanou zhruba od 60. let 20. století, jejímž původcem je sexuolog Alfred Kinsey chybnou citací Bronisława Malinowského (dílo The Sexual Life of Savages in North-Western Melanesia). Malinowski zde mj. zmiňuje, že si domorodci dělají legraci z jednotvárnosti sexu bílých, o misionářích zde však řeč není. Zmiňuje však také novou „módu“ domorodců, kteří se na veřejnosti drží za ruce (to odporovalo starým zvykům), což se označuje za „misinari si bubunela“ neboli „misionářská móda“.